# Sichtungswettkampf
Ein Sichtungswettkampf ist ein Wettbewerb in verschiedenen Sportarten, bei dem sich Sportler mit ihren Leistungen für eine Mannschaft oder einen Kader, zum Beispiel für Weltmeisterschaften oder Olympische Spiele, qualifizieren können. Reine Sichtungswettkämpfe haben in der Regel keinen offiziellen Wettkampfcharakter, es sei denn, dass Meisterschaften oder andere offizielle Wettbewerbe gleichzeitig als Sichtungswettbewerb genutzt werden.
Besondere Bedeutung haben Sichtungswettkämpfe für jugendliche Sportler, da sie sich mit ihren Leistungen bei anwesenden Landes- oder Bundestrainern für weitergehende Trainingsmaßnahmen sowie die Aufnahme in einen Landes- oder Bundeskader empfehlen können. Die Kriterien, die bei Sichtungswettkämpfen angelegt werden, sind unterschiedlich von Sportart zu Sportart sowie von den Zielen der Sichtung.